# Скумин-Тышкевич, Людвик
Лю́двик Скумин-Тышке́вич (пол. Ludwik Skumin Tyszkiewicz; около 1748 — 26 июня 1808) — граф, государственный и общественный деятель Речи Посполитой XVIII—XIX веков. Писарь великий литовский (1775—1780), маршалок сейма Речи Посполитой (в 1778), Гетман польный литовский (с 1780), подскарбий великий литовский (с 1791), маршалок великий литовский (с 1793), маршалок Трибунала литовского, действительный тайный советник Российской империи, генерал-адъютант (с 1772).

## Биография
Происходил из русско-литовского рода Великого княжества Литовского герба «Лелива». Младший сын воеводы смоленского Юзефа Скумина-Тышкевича (1716—1790) и Анны Поцей (1720—1788). Последний представитель ветви Тышкевичей, принявших в XVI веке прозвище Скумин. Старший брат — писарь великий литовский Александр Скумин-Тышкевич (ок. 1748—1775).
В 1764 году поддержал избрание Станислава Августа Понятовского на польский королевский престол. Заключив в 1775 году брак с племянницей короля польского и великого князя литовского Станислава Понятовского, стал активным сторонником его политической партии, чем был обусловлен быстрый карьерный рост Тышкевича. В том же 1775 году после смерти своего старшего брата Александра Людвик Тышкевич получил чин писаря великого литовского. В 1778 году был избран маршалком сейма. В 1780 году получил должность гетмана польного литовского, в 1791 году стал подскарбием великим литовским. В 1792 году он поддержал решение польского короля Станислава Понятовского о его присоединении к Тарговицкой конфедерации, имеющей целью защиту старого государственного порядка в Речи Посполитой и возвращение привилегий шляхты, ликвидированных конституцией 3 мая. В 1793 году был назначен маршалком великим литовским и вошел в состав гродненской конфедерации.
В 1795 году возглавлял посольство Великого княжества Литовского, присягавшего на верность российской императрице Екатерине II. После второго раздела Речи Посполитой получил от российской короны значительные земельные наделы в Березино. После третьего раздела стал первым виленским губернским предводителем дворянства (1798—1801). Тогда же получил чин действительного тайного советника.
В 1775—1776 годах построил дворец в принадлежавшем ему поместье Подгородно (ныне в Гродненской области Беларуси), а в 1785—1792 годах — в Варшаве.

## Личная жизнь
С 1775 г. был женат на княжне Констанции Понятовской (1759—1830), дочери великого подкомория коронного Казимира Понятовского (1721—1800), родной племяннице последнего короля польского и великого князя литовского Станислава Понятовского. В браке с ней имел дочь — Анну Тышкевич (1779—1867), которая в 1805 году вышла замуж за графа Александра Станислава Потоцкого.

## Награды
- Орден Белого орла (25.11.1776)
- Орден Святого Станислава (1778)
- Орден Святого апостола Андрея Первозванного (26.04.1787)
- Орден Святого Александра Невского (1787)